# Tetanocera montana
Tetanocera montana är en tvåvingeart som beskrevs av Francis Day 1881. Tetanocera montana ingår i släktet Tetanocera och familjen kärrflugor. Arten är reproducerande i Sverige. Inga underarter finns listade i Catalogue of Life.